# Leptobrachium hendricksoni
Leptobrachium hendricksoni là một loài lưỡng cư thuộc họ Megophryidae.
Loài này có ở Indonesia, Malaysia, và Thái Lan.
Môi trường sống tự nhiên của chúng là rừng ẩm vùng đất thấp nhiệt đới hoặc cận nhiệt đới, sông ngòi, đầm nước ngọt, các đồn điền, và rừng trước đây suy thoái nghiêm trọng.
Chúng hiện đang bị đe dọa vì mất môi trường sống. 